# Modern Times Forever
Pour plus de détails, voir Fiche technique et Distribution.
Modern Times Forever est un film danois réalisé par le groupe d'artistes Superflex, sorti en 2011. 
Le film dure 240 heures, et est l'un des plus longs du monde, le plus long étant Logistics, film expérimental de 857 heures sorti en 2012.

## Synopsis
Le film, projeté sur un écran situé à côté du Stora Enso, montre une simulation accélérée du vieillissement du bâtiment sur les mille prochaines années.

## Fiche technique
- Titre : Modern Times Forever
- Réalisation : Bjornstjerne Reuter Christiansen, Jakob Fenger et Rasmus Nielsen
- Société de production : IHME Contemporary Art Festival, Superflex et The Propeller Group
- Pays :  Finlande et  Danemark
- Genre : Expérimental
- Durée : 240 heures
- Dates de sortie : 
  -  Finlande : 23 mars 2011